# Дагууд (сандвич)
„Дагууд“ (на английски: Dagwood) е висок и многослоен сандвич, съдържащ различни видове месо, сирена и подправки. Кръстен е на Дагууд Бъмстед — главен герой от серията американски комикси „Blondie“, често изобразяван да прави сандвичи с невиждани размери. Според Дийн Йънг, сценарист на „Blondie“, баща му Чик започнал да рисува огромните сандвичи в комиксите през 1936 година. 
Въпреки че точните съставки на илюстрирания сандвич остават неясни, той очевидно съдържа големи количества месо, парчета сирене и зеленчуци, поделени от допълнителни филии. Набодена на клечка за зъби маслина обикновено украсява сандвича.
Сандвичът е свързан, по един или друг начин, с някои ресторанти в Съединените щати. Така например слоганът на ресторант „Blondie's“ (Орландо, Флорида) е „домът на дагуудския сандвич“. На входа на ресторанта се извисява 20-футов пластмасов сандвич.